# 无剌隙蛛
无剌隙蛛（学名：Coelotes aspinatus）为暗蛛科隙蛛属的动物。在中国大陆，分布于安徽等地。该物种的模式产地在安徽黄山。